# Thốc Phát Nục Đàn
Thốc Phát Nục Đàn (giản thể: 秃发傉檀; phồn thể: 禿髮傉檀; bính âm: Tūfǎ Rǔtán) (365–415), gọi theo thụy hiệu là(Nam) Lương Cảnh Vương ((南)涼景王), là vua cuối cùng của nước Nam Lương trong lịch sử Trung Quốc. Ông là một trong số các con trai của tộc trưởng Tiên Ti Thốc Phát Tư Phục Kiền (禿髮思復犍), các anh trai của ông là vua khai quốc Thốc Phát Ô Cô và vua Thốc Phát Lợi Lộc Cô đều truyền ngôi cho em trai. Tuy nhiên, Thốc Phát Nục Đàn mặc dù là một vị tướng có tài, song lại được các sử gia nhìn nhận là đã quá tích cực trong việc tiến hành các chiến dịch quân sự, và đã khiến cho người dân Nam Lương bị kiệt quệ. Sức mạnh của Nam Lương đặc biệt suy yếu sau một thất bại lớn vào năm 407 dưới tay hoàng đế Lưu Bột Bột của nước Hạ, và hai nước Bắc Lương và Tây Tần đã nhân cơ hội này để tiến đánh Nam Lương. Cuối cùng, Thốc Phát Nục Đàn buộc phải đầu hàng Tây Tần vào năm 414 sau khi Tây Tần chiếm được kinh thành Lạc Đô (樂都, nay thuộc Hải Đông, Thanh Hải), ông đã chết do bị hạ độc một năm sau đó.

## Dưới thời các anh trai trị vì
Sau khi Thốc Phát Ô Cô lập nước Nam Lương vào năm 397 bằng việc đoạn tuyệt với Hậu Lương, Thốc Phát Nục Đàn ngay lập tức đã được giao một vai trò quan trọng trong cả hai công việc quân sự và quản trị của đất nước. Năm 398, Thốc Phát Ô Cô cử ông đến giúp đỡ những đội quân nổi loạn của Dương Quỹ (楊軌) và Quách Nôn (郭黁) tại Hậu Lương. Vào mùa xuân năm 399, sau khi Thốc Phát Ô Cô dời đô từ Liêm Xuyên (廉川, nay thuộc Hải Đông, Thanh Hải) đến Lạc Đô (樂都, cũng thuộc Hải Đông ngày nay) trong một đợt tái tổ chức nhằm tăng cường sức mạnh quân sự, Thốc Phát Nục Đàn được giao trấn giữ thành Tây Bình (西平, nay thuộc Tây Ninh, Thanh Hải), và thời điểm này, ông được sử sách nói đến cùng với tước hiệu Quảng Vũ công, tức tước hiệu của Thốc Phát Ô Cô trước đó. Vào mùa hè năm 399, Thốc Phát Ô Cô triệu hồi ông vầ Lạc Đô để đứng đầu chính quyền, còn Thốc Phát Lợi Lộc Cô thay ông trấn thủ Tây Bình.
Đến năm 399, Thốc Phát Ô Cô bị một chấn thương nghiêm trọng khi cưỡi ngựa lúc đang say rượu, và trong những lời trăn chối cuối cùng, ông đã yêu cầu nên tìm một ai đó lớn tuổi để kế vị, các quý tộc Nam Lương đã ủng hộ Thốc Phát Lợi Lộc Cô lên kế vị. Thốc Phát Lợi Lộc Cô giao phó tất cả các vấn đề triều chính quan trọng cho ông và chỉ định ông là người kế vị.
Năm 400, khi hoàng đế Lã Toản của Hậu Lương tấn công nước Bắc Lương, Thốc Phát Nục Đàn đã tấn công bất ngờ vào kinh thành Cô Tang (姑臧, nay thuộc Vũ Uy, Cam Túc) của Hậu Lương. Ông đã vào được trong thành và tổ chức một bữa tiệc, buộc 8.000 hộ phải tái định cư đến Nam Lương cùng với ông.
Cũng trong năm 400, khi phải hứng chịu các thất bại dưới tay Hậu Tần, vua Khất Phục Càn Quy của Tây Tần đã đến chỗ Thốc Phát Lợi Lộc Cô đầu hàng, Thốc Phát Lợi Lộc Cô đã cử Thốc Phát Nục Đàn đi nghênh đón ông ta. Có lẽ vào thời điểm này, Thốc Phát Nục Đàn đã gả một con gái cho con trai của Khất Phục Càn Quy là Khất Phục Sí Bàn, song điều này không thật rõ ràng. Đến cuối năm đó, Khất Phục Càn Quy lại chạy trốn đến Hậu Tần đầu hàng, còn Khất Phục Càn Quy muốn đến chỗ phụ thân song bị bắt lại, theo lời đề nghị của Thốc Phát Nục Đàn nên Thốc Phát Lợi Lộc Cô đã không cho giết Khất Phục Sí Bàn.
Cũng trong khoảng thời gian này, tướng Khương Kỉ (姜紀) của Hậu Lương đã đến Nam Lương đầu hàng. Thốc Phát Nục Đàn ấn tượng trước tài năng của Khương Kỉ nên đã kết bằng hữu với người này và giành nhiều thời gian bên cạnh ông ta, mặc dù vậy, Thốc Phát Lợi Lộc Cô không tin tưởng Khương Kỉ. Tuy nhiên, Khương Kỉ đã sớm quay sang chống lại Nam Lương và chạy trốn đến Hậu Tần, bày cho hoàng đế Diêu Hưng của Hậu Tần các sách lược để chinh phục Hậu Lương và chống lại Nam Lương.
Khoảng tết năm 402, tướng nổi loạn Tiêu Lãng (焦朗) tại Hậu Lương đã tìm kiếm sự trợ giúp của Nam Lương, và Thốc Phát Lợi Lộc Cô đã cử Thốc Phát Nục Đàn đến giúp ông ta, song khi Thốc Phát Nục Đàn đến, Tiêu Lãng đã không tiếp đón ông. Thốc Phát Nục Đàn ban đầu tức giận và muốn quay sang tấn công Tiêu Lãng, song nghe theo đề xuất của Thốc Phát Câu Diên (禿髮俱延), ông đã hòa giải với Tiêu Lãng và hợp sức tiến đánh Cô Tang. Mặc dù liên quân đã không chiếm được thành vào thời điểm đó song đã giáng cho tướng Lã Siêu (呂超) của Hậu Lương một thất bại lớn. Tuy nhiên, cũng trong năm đó, khi vua Thư Cừ Mông Tốn của Bắc Lương tiến đánh Hậu Lương, Thốc Phát Nục Đàn lại đến trợ giúp cho Hậu Lương. Thốc Phát Nục Đàn ngay sau đó cũng đã bắt Tiêu Lãng và giải người này đến chỗ Thốc Phát Lợi Lộc Cô.
Đến năm 402, Thốc Phát Lợi Lộc Cô lâm bệnh và qua đời, ông đã để lại di chiếu truyền ngai vàng lại cho Thốc Phát Nục Đàn. Thốc Phát Nục Đàn chấp thuận và cho dời đô từ Tây Bình về Lạc Đô.

## Thời gian đầu trị vì
Thốc Phát Nục Dàn đã không giảm áp lực quân sự lên Hậu Lương, và các cuộc tấn công của ông chống lại Hậu Lương tiếp tục khiến cho nước này mất ổn định. Ông đã chấp thuận trên danh nghĩa là một chư hầu của Hậu Tần, và được hoàng đế Hậu Tần phong là Quảng Vũ công, mặc dù trong nội bộ thì ông vẫn tiếp tục sử dụng tước hiệu Hà Tây vương (tước hiệu Thốc Phát Lợi Lộc Cô đã sử dụng).
Vào mùa hè năm 402, Khất Phục Sí Bàn trốn thoát đến chỗ phụ thân Khất Phục Càn Quy. Thốc Phát Nục Đàn đã đưa vợ của Khất Phục Sí Bàn (có thể là con gái ông) và các con đến chỗ ông ta.
Năm 403, phải chịu sức ép từ Thốc Phát Nục Đàn và Thư Cừ Mông Tốn, Lã Long đã quyết định chấm dứt sự tồn tại của Hậu Lương bằng cách trao Cô Tang cho Hậu Tần. Thốc Phát Nục Đàn do lo sợ trước sức mạnh của Hậu Tần nên đã rút quân để quân Hậu Tần có thể tiến đến Cô Tang. Năm 404, ông chấm dứt việc độc lập trên danh nghĩa bằng việc chấm dứt sử dụng niên hiệu riêng và sử dụng niên hiệu của Hậu Tần để thể hiện lòng trung thành với Hậu Tần. Ông chấm dứt sử dụng tước vương, và chỉ dùng tước Quảng Vũ công mà Hậu Tần ban cho. Ông cũng thỉnh cầu Diêu Hưng trao Cô Tang cho Nam Lương song Diêu Hưng đã từ chối.

## Thời kỳ trị vì giữa
Khi Nam Lương và Bắc Lương đều trở thành chư hầu của Hậu Tần, họ bắt đầu giao chiến với nhau khi kẻ thù chung là Hậu Lương đã không còn tồn tại. Năm 406, Thốc Phát Nục Đàn tiến đánh Bắc Lương song sau khi Thư Cừ Mông Tốn từ chối giao chiến, ông đã triều cống cho Diêu Hưng, khiến cho Diêu Hưng cảm kích và tin vào lòng trung thành của Thốc Phát Nục Đàn, và hoàng đế Hậu Tần đã ủy thác cho Thốc Phát Nục Đàn làm thứ sử Lương Châu (涼州, lúc này chỉ còn Cô Tang và các vùng xung quanh), và ban Cô Tang cho ông. Cũng trong năm đó, Thốc Phát Nục Đàn đã dời đô từ Lạc Đô về Cô Tang. ông cũng tiến đến liên minh với vua Lý Cảo của Tây Lương nhằm cùng chống lại Bắc Lương.
Mặc dù Thốc Phát Nục Đàn trên danh nghĩa là một chư hầu của Hậu Tần, ông ta không thực sự muốn phụng sự lâu dài cho Diêu Hưng, vào năm 407 ông đã đề xuất liên minh với Khất Phục Sí Bàn (đang tạm thời nắm giữ quân của phụ thân, do Khất Phục Càn Quy đang bị giữ ở kinh thành Trường An của Hậu Tần), song Khất Phục Sí Bàn đã cho xử tử sứ thần và đem đầu của bọn họ đến chỗ Diêu Hưng. Vào thời điểm này, Nam Lương đang ở đỉnh cao của nó.
Vào mùa đông năm 407, tướng nổi loạn Lưu Bột Bột của Hậu Tần, người hồi đầu năm đã tuyệt giao với Hậu Tần và lập nước Hạ, đã yêu cầu được kết hôn với con gái của Thốc Phát Nục Đàn. Thốc Phát Nục Đàn từ chối, và trong cơn giận Lưu Bột Bột đã phát động một cuộc tấn công trừng phạt Nam Lương nhưng sau đó đã rút lui. Thốc Phát Nục Đàn đã đuổi theo và tin rằng mình vượt trội so với Lưu Bột Bột, nên đã bất cẩn trong hành động. Lưu Bột Bột đã lừa ông đến một hẻm núi và sau đó chặn đường ra bằng băng và xe ngựa rồi phục kích ông; có khoảng từ 60% đến 70% các quan lại và tướng lĩnh danh tiếng của Nam Lương đã chết trong trận chiến. Trong lo sợ, Thốc Phát Nục Đàn đã ra lệnh cho toàn bộ người dân trong vòng bán kính 150 km của Cô Tang phải vào trong thành, điều này đã dẫn đến sự hoảng loạn khủng khiếp và một cuộc nổi loạn do tộc trưởng Hung Nô tên là Thành Thất Nhi (成七兒) đã diễn ra song đã bị đánh bại.
Trong bối cảnh Thốc Phát Nục Đàn thất trận, Diêu Hưng đã âm mưu tiêu diệt ông, bất chấp phản đối của quân sư Vi Tông (韋宗), một viên quan có hiểu biết về tài năng của Thốc Phát Nục Đàn. Năm 408, Diêu Hưng ủy thác cho con trai là Diêu Bật (姚弼) dẫn đầu một đội quân lớn cùng với các tướng Liễm Thành (斂成) và Khất Phục Càn Quy tiến một cuộc tấn công bất ngờ vào Nam Lương, ban đầu lừa Thốc Phát Nục Đàn rằng đây là một phần của chiến thuật gọng kìm nhằm chống lại Hạ. Chỉ đến khi quân của Hậu Tần đến vùng lân cận Cô Tang thì Thốc Phát Nục Đàn mới nhận ra mục đích thật sự của chiến dịch, và ông đã cho thủ thành chống lại Diêu Bật. Có một cuộc nổi loạn đã diễn ra ngay bên trong thành Cô Tang do Vương Chung (王鍾) lãnh đạo, đe dọa đến sự phòng thủ của thành, Thốc Phát Nục Đàn đã cho chôn sống 5000 người, và ông sau đó đã đánh bại được Diêu Bật. Khi Diêu Hưng cử Diêu Hiển (姚顯) đến trợ giúp cho Diêu Bật, Thốc Phát Nục Đàn cũng đánh bại đội quân này, và Diêu Hiển trong sợ hãi đã đổ lỗi cho Liễm Thành về toàn bộ chiến dịch và tạ lỗi với Thốc Phát Nục Đàn, và sau đó rút lui cùng với Diêu Bật. Thốc Phát Nục Đàn cũng cứ một sứ thần đến Trường An để thỉnh cầu được tha thứ.
Vào mùa đông năm 408, trong bối cảnh Hậu Tần bị ông và Lưu Bột Bột đánh bại, Thốc Phát Nục Đàn lại một lần nữa tuyên bố độc lập, lần này ông xưng là Lương vương. Ông lập vợ mình làm Vương hậu và lập con trai Thốc Phát Hổ Đài (禿髮虎台) làm thái tử.

## Thời kỳ cuối trị vì
Việc tái tuyên bố độc lập có lẽ là để thể hiện sức mạnh vì vào thời điểm đó, Nam Lương gặp phải khó khăn nhất định, kiệt quệ vì các cuộc chiến tranh liên miên với Bắc Lương và Tây Tần của Khất Phục Càn Quy (Khất Phục Càn Quy tái tuyên bố độc lập khỏi Hậu Tần vào năm 409), các sử gia thường đánh giá Thốc Phát Nục Đàn phải chịu trách nhiệm cho việc Nam Lương suy sụp vì ông vẫn tiếp tục chiến tranh trong khi người dân đã trở nên kiệt sức.
Năm 410, ông tiến đánh Bắc Lương và buộc 1.000 hộ phải theo mình về Nam Lương. Để trả đũa, Thư Cừ Mông Tốn đã cướp phá một số lượng lớn các hộ của Nam Lương, và khi Thốc Phát Câu Diên đáp trả, Thư Cừ Mông Tốn đã đánh bại ông ta. Khi Thốc Phát Nục Đàn đích thân dẫn theo một đội quân lớn tiến đánh cũng đã bị Thư Cừ Mông Tốn đánh bại, Thư Cừ Mông Tốn sau đó bao vây Cô Tang. Các cư dân của Cô Tang, ghi nhớ về vụ thảm sát mà Thốc Phát Nục Đàn đã thực hiện trong cuộc nổi loạn của Vương Chung nên hoảng sợ và một số lượng lớn đã đầu hàng Thư Cừ Mông Tốn. Khi tướng Chiết Khuất Cơ Chấn (折屈奇鎮) nổi loạn ở phía nam, Thốc Phát Nục Đàn trở nên sợ hãi và chuyển kinh thành từ Cô Tang về Lạc Đô. Tướng Tiêu Lãng nhanh chóng nổi loạn và chiếm giữ Cô Tang, mặc dù vậy, Thư Cừ Mông Tốn đã chinh phục được thành vào năm 411, và sau đó tiến đến Lạc Đô, vây thành trong hơn một tháng trước khi Thốc Phát Nục Đàn chịu khuất phục và cử con trai là Thốc Phát An Chu (禿髮安周) cho Thư Cừ Mông Tốn làm con tin.
Tuy nhiên, Thốc Phát nục Đàn ngay sau đó lại lên kế hoạch phục thù, và cũng trong năm đó, ông đã cho mở một cuộc tấn công khác vào Bắc Lương, giành được thắng lợi ban đầu, song quân của ông đã rút lui với một tốc độ ung dung quá mức, và khi thời tiết chuyển sang gây bất lợi cho ông, Thư Cừ Mông Tốn đã đuổi kịp và đánh bại ông và một lần nữa lại bao vây Lạc Đô, buộc ông lại phải gửi con trai là Thốc Phát Nhiễm Can (禿髮染干) để làm con tin.
Năm 413, Thốc Phát Nục Đàn lại tiến đánh Bắc Lương và tiếp tục thất bại. Thư Cừ Mông Tốn lại bao vây Lạc Đô nhưng không thể chiếm được thành. Tuy nhiên, tướng Thốc Phát Văn Chi (禿髮文支) sau đó đã nổi loạn và điều này đã khuyến khích Thư Cừ Mông Tốn mở một cuộc tấn công mới. Thốc Phát Nục Đàn buộc phải gửi em trai Thốc Phát Câu Diên đến Bắc Lương làm con tin.
Năm 414, các bộ lạc Thóa Khiết Hãn (唾契汗) và Ất Phất (乙弗) đã nổi loạn, và mặc dù Nam Lương đang ở trong tình trạng tuyệt vọng, Thốc Phát Nục Đàn đã để thái tử Thốc Phát Hổ Đài làm chỉ huy tại Lạc Đô, còn mình thì mở một chiến dịch chống lại Ất Phất và đã khá thành công. Tuy nhiên, Khất Phục Sí Bàn, nay đã là vua Tây Tần, đã tấn công Lạc Đô. Thốc Phát Hổ Đài hoảng sợ và buộc những người Hán ở trong thành phải vào thành nội bởi ông không tin tưởng họ, điều này đã làm suy yếu đội quân của ông, và Lạc Đô đã thất thủ. Thốc Phát Hổ Đài bị bắt.
Cháu trai của Thốc Phát Nục Đàn là Thốc Phát Phiền Nê (禿髮樊尼, con trai của Thốc Phát Ô Cô) đã trốn thoát và thông tin cho Thốc Phát Nục Đàn về sự việc đã xảy ra. Thốc Phát Nục Đàn thông báo với quân đội rằng kế hoạch của ông là tấn công bộ lạc Thóa Khiết Hãn, và sau đó sử dụng số tài vật thu được từ cướp bóc để chuộc những người ở Lạc Đô từ tay Tây Tần. Tuy nhiên, quân lính khi nghe được tin này đã chán nản và bỏ rơi ông. Thốc Phát Nục Đàn buộc phải đến đầu hàng Tây Tần.

## Sau khi Nam Lương diệt vong
Khất Phục Sí Bàn ban đầu đối đãi với Thốc Phát Nục Đàn như một khách quý. Ông ta phong tước công cho Thốc Phát Nục Đàn và phong cho con gái của ông làm vương hậu. Tuy nhiên, năm 415, Khất Phục Sí Bàn đã bí mật đầu độc Thốc Phát Nục Đàn. Sau khi bị đầu độc, Thốc Phát Nục Đàn đã nhận ra điều gì đang xảy ra, và từ chối việc điều trị và rồi qua đời ngay sau đó.